# Östersundshem
Östersundshem AB är ett kommunalägt bostadsbolag i Östersunds kommun med drygt 3600 lägenheter och 420 lokaler/förråd. Bolaget omsätter ungefär 983 miljoner kronor och har ett 60-tal anställda.
Inom Östersundshems förvaltning finns hyreslägenheter, trygghetsboende, bonusboende (seniorboende), studentboende och lokaler/förråd. Detta inom främst Östersund och Frösön, men även i Lit, Häggenås, Brunflo, Fåker och Tandsbyn.
Östersundshem ägs till 100 % av Östersunds Rådhus Aktiebolag, som i sin tur är helägt av Östersunds kommun. Östersundshem har 42 anställda inom områdena ledning, förvaltning, kundservice och ekonomi.
Under 2018 framkom misstänkta ekonomiska oegentligheter kring Östersundshem och deras tidigare vd Daniel Kindberg. Åklagaren i fallet menade att  Kindberg var spindeln i nätet när miljonbelopp, med hjälp av falska fakturor, slussades från Östersundshem och Peab via ett transportföretag i Sollefteå till Östersunds FK. Kindberg och tre andra personer dömdes den 23 juni 2022 i tingsrätten för grovt bokföringsbrott, något som har överklagats.